# Tuffi ai campionati europei di nuoto 2014 - Trampolino 1 metro maschile
La competizione di tuffi dal trampolino 1 metri maschile dei campionati europei di nuoto 2014 si è svolta in due fasi. Il turno eliminatorio, a cui hanno partecipato 26 atleti, si è svolto la mattina del 19 agosto. I migliori dodici hanno gareggiano per le medaglie nella finale che si è tenuta nel pomeriggio dello stesso giorno.

## Medaglie
| Posizione | Atleta           | Paese    |
| --------- | ---------------- | -------- |
| Oro       | Patrick Hausding | Germania |
| Argento   | Evgenij Kuznecov | Russia   |
| Bronzo    | Matthieu Rosset  | Francia  |

## Risultati
In verde sono indicate le atlete ammesse alla finale.
| Pos. | Atlete                | Nazionalità   | Eliminatorie | Eliminatorie | Finale | Finale |
| Pos. | Atlete                | Nazionalità   | Punti        | Pos.         | Punti  | Pos.   |
| ---- | --------------------- | ------------- | ------------ | ------------ | ------ | ------ |
|      | Patrick Hausding      | Germania      | 388.60       | 2            | 428.65 | 1      |
|      | Evgenij Kuznecov      | Russia        | 398.75       | 1            | 422.40 | 2      |
|      | Matthieu Rosset       | Francia       | 373.35       | 5            | 420.10 | 3      |
| 4    | Evgenii Novoselov     | Russia        | 371.90       | 7            | 409.35 | 4      |
| 5    | Oliver Homuth         | Germania      | 372.85       | 6            | 394.05 | 5      |
| 6    | Giovanni Tocci        | Italia        | 387.25       | 3            | 391.40 | 6      |
| 7    | Jack Laugher          | Gran Bretagna | 344.30       | 11           | 386.50 | 7      |
| 8    | Constantin Blaha      | Austria       | 370.15       | 8            | 383.05 | 8      |
| 9    | Andrzej Rzeszutek     | Polonia       | 353.55       | 10           | 382.20 | 9      |
| 10   | Oleh Kolodij          | Ucraina       | 375.10       | 4            | 377.55 | 10     |
| 11   | Kacper Lesiak         | Polonia       | 337.25       | 12           | 350.70 | 11     |
| 12   | James Denny           | Gran Bretagna | 355.10       | 9            | 329.15 | 12     |
| 13   | Vinko Paradzik        | Svezia        | 336.20       | 13           |        |        |
| 14   | Alberto Arévalo       | Spagna        | 320.95       | 14           |        |        |
| 15   | Oleksandr Horškovozov | Ucraina       | 319.45       | 15           |        |        |
| 16   | Stefanos Paparounas   | Grecia        | 317.90       | 16           |        |        |
| 17   | Benjamin Auffret      | Francia       | 314.20       | 17           |        |        |
| 18   | Fabian Brandl         | Austria       | 305.10       | 18           |        |        |
| 19   | Jesper Tolvers        | Svezia        | 287.90       | 19           |        |        |
| 20   | Yorick de Bruijn      | Paesi Bassi   | 276.05       | 20           |        |        |
| 21   | Botond Bóta           | Ungheria      | 275.40       | 21           |        |        |
| 22   | Johannes van Etten    | Paesi Bassi   | 269.25       | 22           |        |        |
| 23   | Espen Bergslien       | Norvegia      | 265.30       | 23           |        |        |
| 24   | Jouni Kallunki        | Finlandia     | 261.20       | 24           |        |        |
| 25   | Michail Fafalis       | Grecia        | 252.60       | 25           |        |        |
| 26   | Espen Valheim         | Norvegia      | 231.45       | 26           |        |        |